# Gediminas Norkūnas
Gediminas Norkūnas (* 23. Januar 1978 in Vilnius) ist ein litauischer Beamter und Politiker, Vizeminister, stellvertretender Finanzminister Litauens.

## Leben
Nach dem Abitur 1996 an der Mittelschule absolvierte Gediminas Norkūnas von 1996 bis 2000 das Bachelorstudium der Wirtschaftswissenschaft und von 2000 bis 2002 das Masterstudium Finanzen an der Vilniaus universitetas in  der litauischen Hauptstadt Vilnius.
Von 2001 bis 2017 arbeitete Norkūnas in verschiedenen Positionen im Finanzministerium der Republik Litauen. Von 2007 bis 2017 war er stellvertretender Direktor der Abteilung für Staatshaushalt. 2017 war er  Mitglied des Aufsichtsrats von Lietuvos Energija UAB. 
Von  2014 bis 2017 war er Vorstandsmitglied der UAB „Investicijų ir verslo garantijos“.
Von 2018 bis 2021 arbeitete als Hauptmanager von Finanzierungsprojekten in Unternehmen der Gruppe UAB "Modus Grupė". 
Seit  2021 ist Liutvinskas Stellvertreter der Finanzministerin Gintarė Skaistė im Kabinett Šimonytė.
Er ist verheiratet und hat drei Söhne.